# Shekulli
Shekulli (svenska: sekel) är en dagstidning utgiven i Albanien. Tidningen ges ut 7 dagar i veckan och ägs av mediagruppen Sh.A. Spekter, som även ger ut veckotidningarna Spekter och Sporti Shqiptar.
Shekullis högkvarter ligger i Albaniens huvudstad, Tirana. 